# Maraaya
Maraaya er en slovensk musikduo bestående af sangerinden Marjetka og produceren Raay (Aleš Vovk). De skal repræsentere Slovenien i Eurovision Song Contest 2015 i Wien efter at have vundet den slovenske forhåndsudvælgelse EMA 2015 den 28. februar med nummeret "Here For You".

## Diskografi

### Singles
| år   | Sang           | Album      |
| ---- | -------------- | ---------- |
| 2014 | "Lovin´ Me"    | Uden album |
| 2015 | "Here For You" | Uden album |